# 2007년 한국프로야구 포스트시즌
2007 삼성 PAVV 프로야구 포스트 시즌은 10월 9일부터 10월 29일까지 열렸다.
준 플레이오프에서는 작년에 한국시리즈 준우승의 성적을 낸 한화 이글스와 11년 연속 포스트 시즌 진출에 성공한 삼성 라이온즈가 맞붙었다. 3전 2선승제의 시리즈에서 한화는 삼성을 2승 1패로 꺾고 플레이오프 진출에 성공하였다. 이어서 열린 플레이오프에서는 이번 시즌에 2위를 기록한 두산 베어스와 5전 3선승제의 시리즈를 가졌다. 여기서 두산이 한화를 3전 전승으로 이기면서 한국시리즈에 진출, 팀 사상 최초로 1위를 기록한 SK 와이번스와 한국시리즈를 벌였다. 그 결과, SK가 두산을 4승 2패로 누르면서 팀의 첫 번째 우승을 차지했다.

## 준플레이오프
먼저 준플레이오프에서, 정규시즌을 각각 3·4위로 마친 한화 이글스와 삼성 라이온즈가 맞붙었다. 이 시합에서 한화가 1차전 선발 등판해 승리한 류현진과 이번 준 플레이오프에서 3홈런을 기록한 이범호의 활약으로 삼성을 2승 1패로 누르고 플레이오프에 진출하였다. 준 플레이오프 MVP는 류현진이 차지했다. 이로써 한화는 정규시즌을 2위로 마감한 두산 베어스와 한국시리즈행 티켓을 놓고 다투게 되었다.

### 경기 기록
| 일시                                                          | 경기  | 원정팀(선공)  | 스코어 | 홈팀(후공)    | 개최 구장              | 개시 시각 | 관중수   | 경기 MVP               |
| ------------------------------------------------------------- | ----- | ------------- | ------ | ------------- | ---------------------- | --------- | -------- | ---------------------- |
| 10월 9일(화)                                                  | 1차전 | 삼성 라이온즈 | 0 - 5  | 한화 이글스   | 대전한화생명이글스파크 | 18시 00분 | 10,000명 | 류현진 (한화 이글스)   |
| 10월 10일(수)                                                 | 2차전 | 한화 이글스   | 0 - 6  | 삼성 라이온즈 | 대구시민운동장 야구장  | 18시 00분 | 8,512명  | 양준혁 (삼성 라이온즈) |
| 10월 12일(금)                                                 | 3차전 | 삼성 라이온즈 | 3 - 5  | 한화 이글스   | 대전한화생명이글스파크 | 18시 00분 | 10,000명 | 이범호 (한화 이글스)   |
| 승리팀 : 한화 이글스, 준플레이오프 MVP : 류현진 (한화 이글스) |       |               |        |               |                        |           |          |                        |

### 1차전
10월 9일 - 대전한화생명이글스파크
| 팀 | 1 | 2 | 3 | 4 | 5 | 6 | 7 | 8 | 9 | R | H | E | B |
| 삼성 라이온즈 | 0 | 0 | 0 | 0 | 0 | 0 | 0 | 0 | 0 | 0 | 8 | 0 | 2 |
| 한화 이글스 | 0 | 1 | 0 | 1 | 1 | 2 | 0 | 0 | X | 5 | 7 | 0 | 0 |
| 승리 투수: 류현진 패전 투수: 제이미 브라운 세이브: 없음 홀드: 없음 홈런: 한화 – 김태균 (제이미 브라운 상대로 4회 1점), 이범호 (제이미 브라운 상대로 6회 2점) |   |   |   |   |   |   |   |   |   |   |   |   |   |

### 2차전
10월 10일 - 대구시민운동장 야구장
| 팀 | 1 | 2 | 3 | 4 | 5 | 6 | 7 | 8 | 9 | R | H | E | B |
| 한화 이글스 | 0 | 0 | 0 | 0 | 0 | 0 | 0 | 0 | 0 | 0 | 3 | 0 | 4 |
| 삼성 라이온즈 | 0 | 1 | 0 | 0 | 0 | 3 | 2 | 0 | X | 6 | 9 | 0 | 4 |
| 승리 투수: 윤성환 패전 투수: 정민철 세이브: 없음 홀드: 임창용 홈런: 삼성 – 진갑용 (정민철 상대로 2회 1점), 양준혁 (최영필 상대로 6회 2점) |   |   |   |   |   |   |   |   |   |   |   |   |   |

### 3차전
10월 12일 - 대전한화생명이글스파크
| 팀 | 1 | 2 | 3 | 4 | 5 | 6 | 7 | 8 | 9 | R | H  | E | B |
| 삼성 라이온즈 | 0 | 0 | 1 | 0 | 0 | 1 | 0 | 0 | 1 | 3 | 8  | 1 | 7 |
| 한화 이글스 | 2 | 0 | 1 | 0 | 0 | 0 | 1 | 1 | X | 5 | 10 | 0 | 4 |
| 승리 투수: 송진우 패전 투수: 브라이언 매존 세이브: 구대성 홀드: 류현진 홈런: 삼성 – 신명철 (류현진 상대로 9회 1점) 한화 – 이범호 (윤성환 상대로 3회 1점, 오승환 상대로 7회 1점), 고동진 (오승환 상대로 8회 1점) |   |   |   |   |   |   |   |   |   |   |    |   |   |

한화 이글스, 2승 1패로 플레이오프 진출
준 플레이오프 MVP : 류현진 (1승 1홀드, 방어율 0.90)

## 플레이오프
플레이오프 결과는 두산이 고영민, 김현수, 이대수, 이종욱 등 당시 잘 알려지지 않은 선수들이 활약하면서 한화를 상대로 3전 전승을 기록하며 정규시즌 1위인 SK 와이번스와 한국시리즈를 치르게 되었다. 플레이오프 MVP는 이종욱 선수가 차지했다.

### 경기 기록
| 일시                                                        | 경기  | 원정팀(선공) | 스코어 | 홈팀(후공)  | 개최 구장              | 개시 시각 | 관중수   | 경기 MVP             |
| ----------------------------------------------------------- | ----- | ------------ | ------ | ----------- | ---------------------- | --------- | -------- | -------------------- |
| 10월 14일(일)                                               | 1차전 | 한화 이글스  | 0 - 8  | 두산 베어스 | 서울종합운동장 야구장  | 14시 00분 | 30,500명 | 리오스 (두산 베어스) |
| 10월 15일(월)                                               | 2차전 | 한화 이글스  | 5 - 9  | 두산 베어스 | 서울종합운동장 야구장  | 18시 00분 | 30,500명 | 이종욱 (두산 베어스) |
| 10월 17일(수)                                               | 3차전 | 두산 베어스  | 6 - 0  | 한화 이글스 | 대전한화생명이글스파크 | 18시 00분 | 10,000명 | 김명제 (두산 베어스) |
| 승리팀 : 두산 베어스, 플레이오프 MVP : 이종욱 (두산 베어스) |       |              |        |             |                        |           |          |                      |

### 1차전
10월 14일 - 서울종합운동장 야구장
| 팀                                                                 | 1 | 2 | 3 | 4 | 5 | 6 | 7 | 8 | 9 | R | H  | E | B |
| 한화 이글스                                                        | 0 | 0 | 0 | 0 | 0 | 0 | 0 | 0 | 0 | 0 | 6  | 2 | 1 |
| 두산 베어스                                                        | 1 | 1 | 0 | 0 | 0 | 0 | 3 | 3 | X | 8 | 14 | 0 | 5 |
| 승리 투수: 다니엘 리오스 패전 투수: 최영필 세이브: 없음 홀드: 없음 |   |   |   |   |   |   |   |   |   |   |    |   |   |

- 애국가 : 뮤지컬 배우 남경주
- 시구 : 배우 홍수아

### 2차전
10월 15일 - 서울종합운동장 야구장
| 팀 | 1 | 2 | 3 | 4 | 5 | 6 | 7 | 8 | 9 | R | H  | E | B |
| 한화 이글스 | 0 | 2 | 0 | 0 | 1 | 0 | 2 | 0 | 1 | 5 | 13 | 1 | 5 |
| 두산 베어스 | 1 | 0 | 3 | 0 | 0 | 1 | 3 | 1 | X | 9 | 13 | 0 | 6 |
| 승리 투수: 맷 랜들 패전 투수: 정민철 세이브: 정재훈 홀드: 이승학 홈런: 두산 – 이종욱 (정민철 상대로 1회 1점), 김현수 (정민철 상대로 3회 1점) |   |   |   |   |   |   |   |   |   |   |    |   |   |

- 애국가 : 가수 김장훈
- 시구 : 배우 박민영

### 3차전
10월 17일 - 대전한화생명이글스파크
| 팀                                                          | 1 | 2 | 3 | 4 | 5 | 6 | 7 | 8 | 9 | R | H | E | B |
| 두산 베어스                                                 | 3 | 0 | 1 | 0 | 1 | 0 | 2 | 1 | 0 | 6 | 8 | 0 | 7 |
| 한화 이글스                                                 | 0 | 0 | 0 | 0 | 0 | 0 | 0 | 0 | 0 | 0 | 6 | 2 | 1 |
| 승리 투수: 김명제 패전 투수: 류현진 세이브: 없음 홀드: 없음 |   |   |   |   |   |   |   |   |   |   |   |   |   |

- 시구 : 배우 정태우

두산 베어스, 3승으로 한국시리즈 진출
플레이오프 MVP : 이종욱 (타율 .545 11타수 6안타 3타점 7득점 2도루)

## 한국시리즈
2007 삼성 PAVV 프로야구 한국시리즈는 10월 22일부터 29일까지 모두 6차전을 벌여 SK 와이번스가 두산 베어스를 4승 2패로 꺾고 우승했다. 한국시리즈 MVP로는 SK 와이번스의 김재현 선수가 차지했다.

## 중계 일정

### TV 중계

#### 준플레이오프
1차전 (10월 9일)
- MBC ESPN, KBS N 스포츠, SBS 스포츠

2차전 (10월 10일)
- MBC ESPN, KBS N 스포츠, SBS 스포츠

3차전 (10월 12일)
- MBC ESPN, KBS N 스포츠, SBS 스포츠

#### 플레이오프
1차전 (10월 14일)
- MBC

2차전 (10월 15일)
- KBS2

3차전 (10월 17일)
- SBS

## 같이 보기
- 2007년 한국프로야구